# Bánh canh

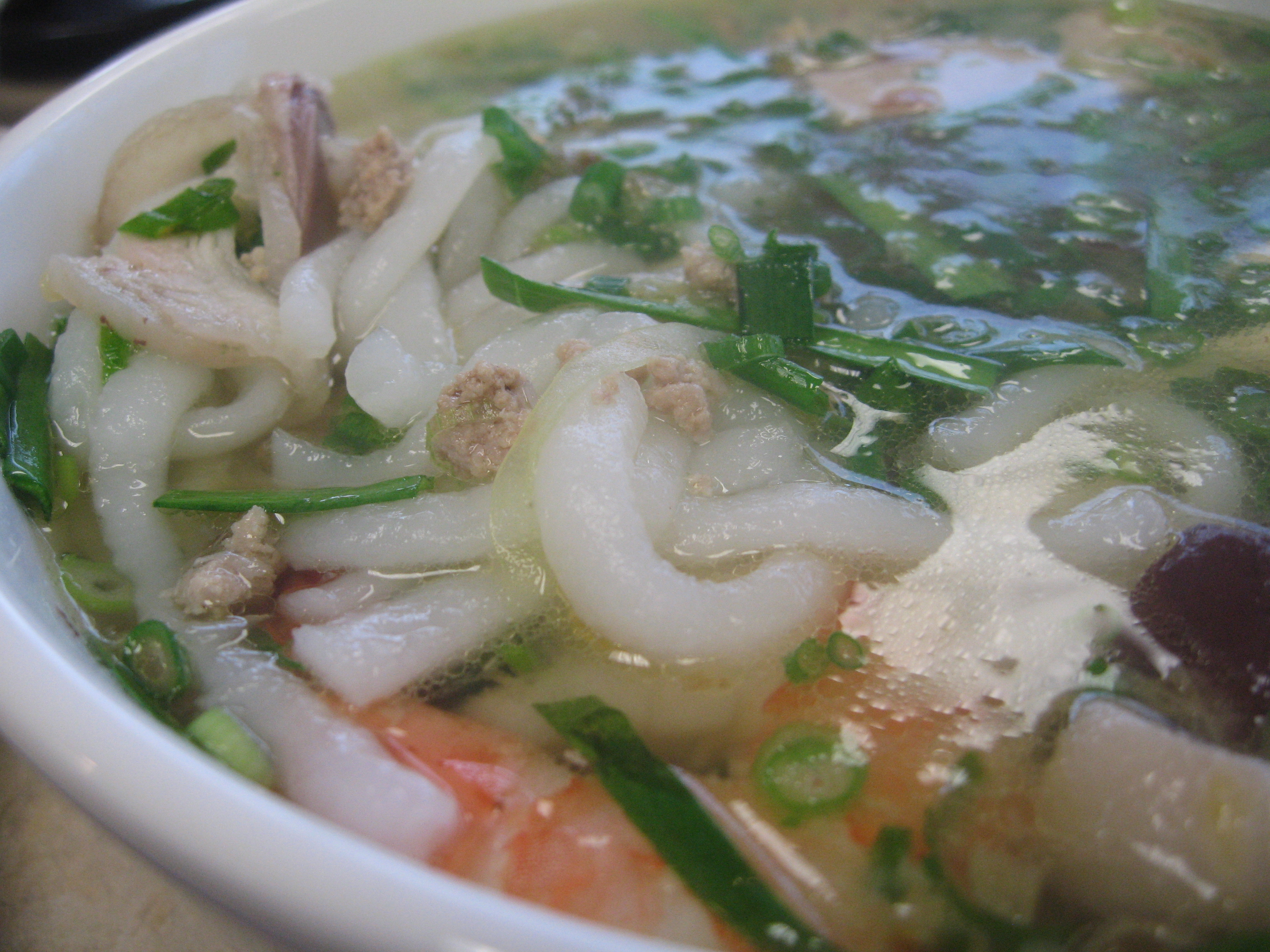
Một tô bánh canh cua

Bánh canh là một món ăn Việt Nam. Bánh canh có nguồn gốc từ Đông Nam Bộ, sau đó phổ biến khắp Việt Nam. Bánh canh bao gồm nước lèo được nấu từ tôm, cá và giò heo thêm gia vị tùy theo từng loại bánh canh. Sợi bánh canh có thể được làm từ bột gạo, bột mì, bột năng hoặc bột sắn hoặc bột gạo pha bột sắn. Bánh được làm từ bột được cán thành tấm và cắt ra thành sợi bự và ngắn hoặc se tròn thành cọng. Bánh được bỏ vào nồi nước dùng đã hầm vừa đủ độ và đợi cho chín tới. Gia vị cho bánh canh thay đổi tùy theo món bánh canh và theo khẩu vị mỗi vùng. Bánh canh có nhiều cách chế biến với cá đã róc xương, cua/ghẹ, bột lọc, chả cá, tôm/thịt nhưng phổ biến nhất là bánh canh giò heo.

## Bánh canh tại địa phương

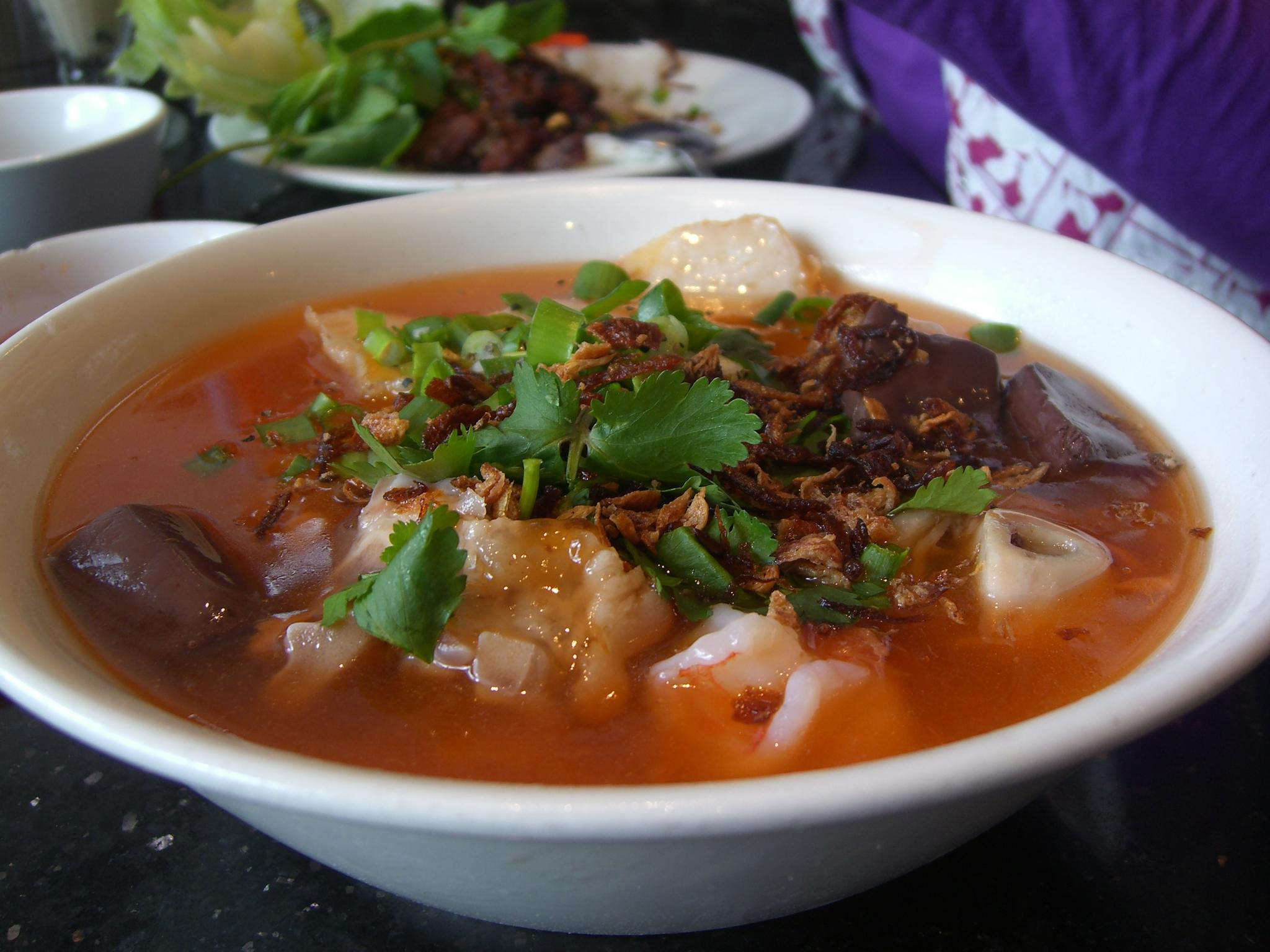
Bánh canh

Món bánh canh là món ăn quen thuộc ở nhiều địa phương trong cả nước nhưng mỗi nơi lại mang một mùi vị đặc trưng riêng.

### Bánh canh Trảng Bàng
Không ai biết bánh canh Trảng Bàng ra đời chính xác vào năm nào, chỉ biết rằng món ăn này đã có mặt từ những năm đầu thế kỉ XX. Có nhiều truyền thuyết về nguồn gốc ra đời của bánh canh Trảng Bàng nhưng được truyền tai nhiều nhất có lẽ là câu chuyện về người phụ nữ tảo tần với đôi quang gánh bánh canh, nấu nước lèo bằng nồi đất và múc nước lèo bằng gáo dừa. Theo đó, dưới triều Nguyễn, tại phủ Tây Ninh thuộc tỉnh Gia Định, và vùng đất Trảng Bàng, cuộc sống còn hoang sơ, đất đai được bao bọc bởi những trảng cỏ lau, cỏ bàng. Có một người phụ nữ chuyên đi bán bánh canh nuôi gia đình, sau này bà truyền lại cách nấu bánh canh Trảng Bàng cho con cháu và nhiều người khác để họ có thể mưu sinh. Người phụ nữ vô danh đó được xem là "bà Tổ" của món ăn nổi tiếng bánh canh Trảng Bàng ngày nay.
Theo thời gian, độ phổ biến của bánh canh Trảng Bàng không còn dừng ở phạm vi tỉnh Tây Ninh, mà đã lan rộng trên cả nước và quốc tế trở thành một thương hiệu món ăn riêng gắn liền với Trảng Bàng. Năm 2021, bánh canh Trảng Bàng lọt vào danh sách Top 100 Món Ăn Đặc Sản Việt Nam 2020 - 2021 của Tổ chức kỷ lục Việt Nam.

#### Đặc trưng
Về cơ bản, bánh canh Trảng Bàng cũng dùng các nguyên liệu cơ bản với sợi bánh canh, thịt nạc heo và nước lèo, tuy nhiên khác biệt của bánh canh Trảng Bàng được cho là nằm ở cách làm sợi bánh canh, chế biến nước lèo và làm nước chấm. Cọng bánh canh gốc được làm từ gạo móng chim hoặc gạo bằng phệt, bằng Miên. Đây là các loại gạo xuất xứ của người Miên, mặc dù nấu cơm ăn không ngon lắm, nhưng nếu làm thành cọng bánh canh thì khá dẻo, có độ dai vừa phải và để lâu hai, ba ngày vẫn có thể dùng được. Ngày nay, do các loại lúa này cho năng suất thấp, không còn phổ biến nên người ta thay thế bằng gạo Nàng Thơm, Nàng Miện hay Chợ Đào. Tô bánh canh Trảng Bàng thường có móng giò heo luộc giòn đi kèm chén nước mắm tiêu và chanh ớt. Đặc biệt, ngò trong tô bánh canh chính gốc là ngò rí chứ không phải ngò gai, còn phải rắc lên mặt chút hành phi thơm giòn beo béo.
Người Tây Ninh có cách ăn bánh canh Trảng Bàng riêng biệt chia phần ăn thành 2 bát, 1 bát gồm bánh canh và nước lèo, bát còn lại để thịt và các loại rau, khi ăn chấm riêng nên hay được gọi là "bánh canh 2 tô". Bánh canh Trảng Bàng thường được ăn kèm với bánh tráng phơi sương, một đặc sản khác của Tây Ninh.

### Các địa phương khác
- Bánh canh giò heo Bình Dương (Thủ Dầu Một, Bình Dương)
- Bánh canh chả cá Phan Rang (Phan Rang-Tháp Chàm, Ninh Thuận) [10]
- Bánh canh Bồng Sơn, Bình Định
- Bánh canh xứ Huế [11][12]
- Bánh canh cá lóc (có nguồn gốc từ Quảng Bình, Quảng Trị, phổ biến ở Sài Gòn)[1]
- Bánh canh chả cá Phú Quốc[13]
- Bánh canh Phú Yên
- Bánh canh Bến Có (Trà Vinh)[14]